# 岩谷時子賞
岩谷時子賞（いわたにときこしょう）とは、公益財団法人岩谷時子音楽文化振興財団が2010年に創設した日本の芸能賞。
岩谷時子音楽文化振興財団は、日本の音楽や芸術の発展・振興に寄与することを目的として、2009年に設立された財団法人で、島崎春彦が代表理事を務める。
岩谷時子賞・本賞は、音楽活動において功労のあった個人・団体に贈られる。
賞金は、岩谷時子賞が300万円、特別賞・奨励賞が100万円。

## 受賞者一覧
| 回 | 年     | 岩谷時子賞 | 岩谷時子 奨励賞                          | 岩谷時子 特別賞   | 岩谷時子 Foundation for Youth | プレゼンター |
| -- | ------ | ---------- | ---------------------------------------- | ----------------- | ----------------------------- | ------------ |
| 1  | 2010年 | 辻井伸行   | 安蘭けい 平原綾香 別所哲也               | 加山雄三          | 未創設                        | 八千草薫     |
| 2  | 2011年 | 坂本冬美   | 藤本隆宏                                 | 市村正親 鳳蘭     | 上野通明                      | 八千草薫     |
| 3  | 2012年 | 由紀さおり | 瀬奈じゅん                               | 平幹二朗 岩崎宏美 | 山根一仁                      | 八千草薫     |
| 4  | 2013年 | 松任谷由実 | 中村勘九郎                               | 岩井俊二          | 下払桐子                      | 八千草薫     |
| 5  | 2014年 | 佐渡裕     | StarS （井上芳雄・浦井健治・山崎育三郎） | 八千草薫          | 藤井冴                        | 竹下景子     |
| 6  | 2015年 | 竹内まりや | 城田優 上野通明                          | 前田憲男          | 鐵百合奈                      | 竹下景子     |
| 7  | 2016年 | 渡辺謙     | 新妻聖子                                 | 戸田奈津子        | 井上朋実 吉田南               | 竹下景子     |
| 8  | 2017年 | 加山雄三   | 瀧山久志 野田あすか 生田絵梨花           | 斉藤由貴          | 服部百音                      | 市村正親     |
| 9  | 2018年 | 松たか子   | 上野耕平 古川雄大                        | 大地真央          | 黒木雪音                      | 市毛良枝     |
| 10 | 2019年 | 坂東玉三郎 | 昆夏美                                   | 宇崎竜童 阿木燿子 | 藤田真央                      | 竹下景子     |
| 11 | 2021年 | 森山良子   | 木下晴香                                 | 小池修一郎        | 石川美羽                      | 竹下景子     |
| 12 | 2023年 | 市村正親   | 知念里奈                                 | 渡辺貞夫郎        | 平石英心リチャード            | 竹下景子     |
| 13 | 2024年 | 大竹しのぶ | 海宝直人                                 | クミコ            | 落合真子 東亮汰               | 竹下景子     |

## 審査委員
- 川口真　（作曲家、公益社団法人日本作曲家協会 理事長）
- 都倉俊一 （作曲家、一般社団法人日本音楽著作権協会 会長）
- 草野浩二 （音楽プロデューサー、公益財団法人岩谷時子音楽文化振興財団 理事）